# El Sabinal, Simojovel
El Sabinal är en ort i Mexiko.   Den ligger i kommunen Simojovel och delstaten Chiapas, i den sydöstra delen av landet, 700 km öster om huvudstaden Mexico City. El Sabinal ligger 804 meter över havet och antalet invånare är 170.
Terrängen runt El Sabinal är varierad. Runt El Sabinal är det ganska tätbefolkat, med 86 invånare per kvadratkilometer. Närmaste större samhälle är Simojovel de Allende, 6,4 km nordost om El Sabinal. I omgivningarna runt El Sabinal växer i huvudsak städsegrön lövskog.